# Samer al-Yafaee
Samer al-Yafaee (* 12. Juni 2005) ist ein jemenitischer Leichtathlet, der sich auf den Sprint spezialisiert hat. Auch sein Vater Mohammed al-Yafaee war als Leichtathlet für den Jemen aktiv.

## Sportliche Laufbahn
Erste internationale Erfahrungen sammelte Samer al-Yafaee im Jahr 2022, als er bei den U18-Asienmeisterschaften in Kuwait in 6:32,31 min den sechsten Platz über 2000 m Hindernis belegte. 2024 schied er bei den Westasienmeisterschaften in Basra mit 11,78 s und 23,78 s jeweils in der ersten Runde über 100 und 200 Meter aus. Anschließend kam er bei den Arabischen U23-Meisterschaften in Ismailia mit 11,71 s nicht über die Vorrunde im 100-Meter-Lauf hinaus und daraufhin schied er bei den Olympischen Sommerspielen in Paris mit 11,54 s in der Vorausscheidungsrunde aus. Zudem war er Fahnenträger seiner Nation bei der Eröffnungsfeier der Spiele.

## Persönliche Bestleistungen
- 100 Meter: 11,54 s (+0,1 m/s), 3. August 2024 in Paris
- 200 Meter: 23,87 s (+0,1 m/s), 1. Juni 2024 in Basra